# Елизавета Савойская
Мария Елизавета Савойская (Мария Франческа Елизавета Карлотта Джузеппина; итал. Maria Francesca Elisabetta Carlotta Giuseppina di Savoia-Carignano; 13 апреля 1800, Париж — 25 декабря 1856, Больцано, Цислейтания) — савойская принцесса, мать королевы Сардинии Адельгейды.

## Семья
Мария Франческа Елизавета Карлотта Джузеппина родилась в Париже в семье принца Карла Эммануила Савойского-Кариньяно и Марии Кристины Саксонской, внучки польского короля Августа III. Её старшим братом был Карл Альберт, будущий король королевства Сардинского, а племянником — Виктор Эммануил II, первый король объединённой Италии.

### Брак
28 мая 1820 года она вышла замуж за австрийского эрцгерцога Райнера, вице-короля Ломбардо-Венецианского королевства. В браке родилось восемь детей:
- Мария Каролина (6 февраля 1821 — 23 января 1844), умерла незамужней
- Адельгейда (3 июня 1822 — 20 января 1855), которая в 1842 году вышла замуж за сардинского короля Виктора Эммануила II, впоследствии — первого короля единой Италии
- Леопольд Людвиг (6 июня 1823 — 24 мая 1898), который в 1864—1868 годах был главнокомандующим австро-венгерским флотом
- Эрнст Карл (8 августа 1824 — 4 апреля 1899), фельдмаршал-лейтенант
- Сигизмунд Леопольд (7 января 1826 — 15 декабря 1891), фельдмаршал-лейтенант
- Райнер Фердинанд (11 января 1827 — 27 января 1913), министр-президент Австрии в 1859—1861
- Генрих Антон (9 мая 1828 — 30 ноября 1891), фельдмаршал-лейтенант
- Максимилиан Карл (16 января 1830 — 16 марта 1839)

Елизавета умерла в 1856 году.

## Награды
- Орден Святой Екатерины большого креста (5 октября 1845[3])

## Титулы
- 13 апреля 1800 — 28 мая 1820 Её Светлость Принцесса Елизавета Савойская
- 28 мая 1820 — 25 декабря 1856 Её Императорское и королевское Высочество Эрцгерцогиня Елизавета Австрийская